# Idalas
Idalas (arab. ادلس, fr. Idelès) – algierska osada w górach Ahaggar. Znajduje się w pobliżu Tamanrasset.